# سرجس أغبس الأوراق
سرجاس أغبس الأوراق (الاسم العلمي: Sargassum fuscifolium) هو نوع من الطلائعيات يتبع جنس السرجاس من فصيلة السرجاسية.